# NGC 5170
NGC 5170 est une très vaste galaxie spirale vue par la tranche et située dans la constellation de la Vierge. Sa vitesse par rapport au fond diffus cosmologique est de 1 804 ± 21 km/s, ce qui correspond à une distance de Hubble de 26,6 ± 1,9 Mpc (∼86,8 millions d'al). NGC 5170 a été découverte par l'astronome germano-britannique William Herschel en 1785.

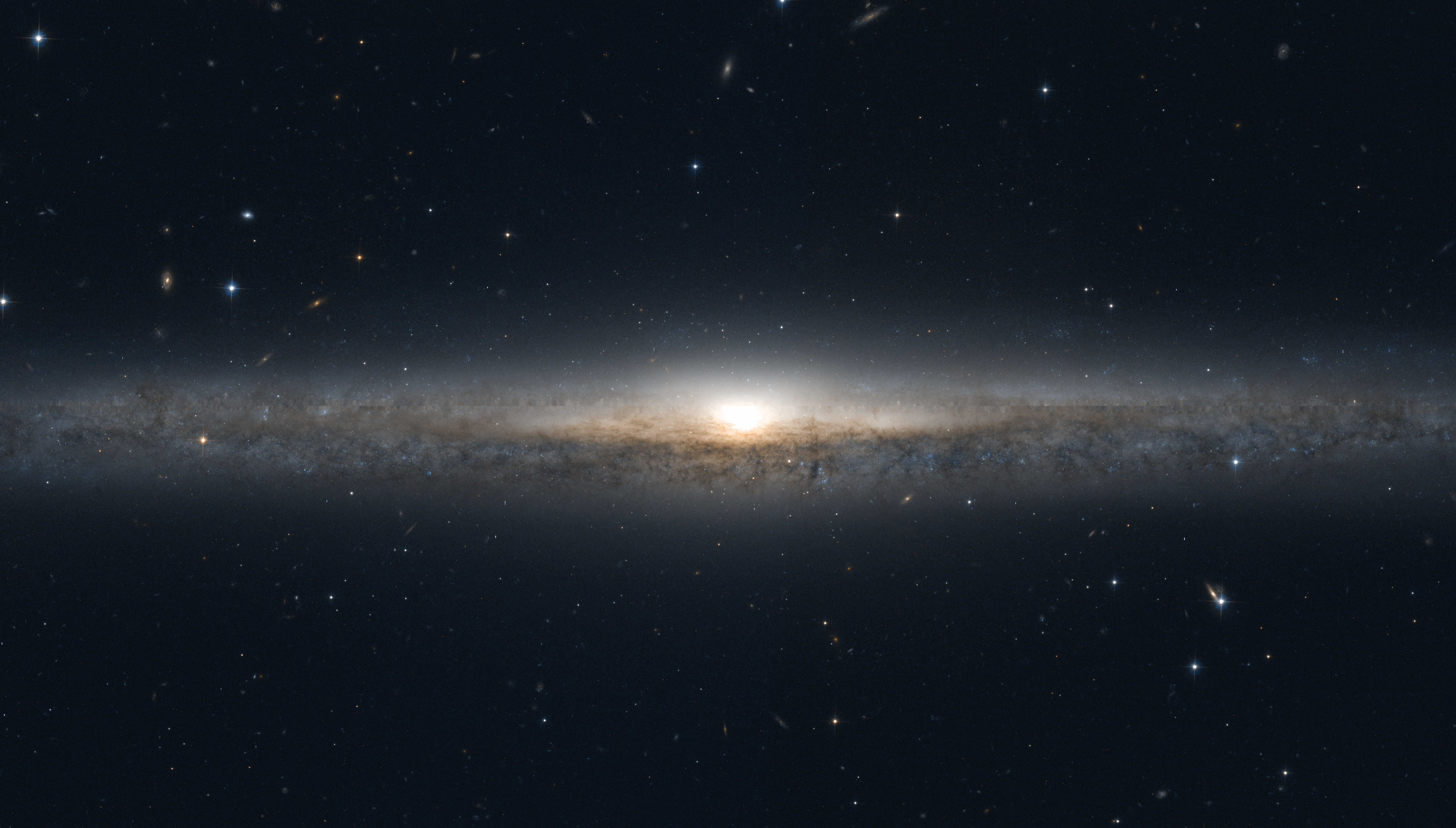
NGC 5170 par le télescope spatial Hubble.

La classe de luminosité de NGC 5170 est III et elle présente une large raie HI.
À ce jour, deux douzaines de mesures non basées sur le décalage vers le rouge (redshift) donnent une distance de 26,796 ± 7,305 Mpc (∼87,4 millions d'al), ce qui est à l'intérieur des valeurs de la distance de Hubble.